# Ronald Lindsay

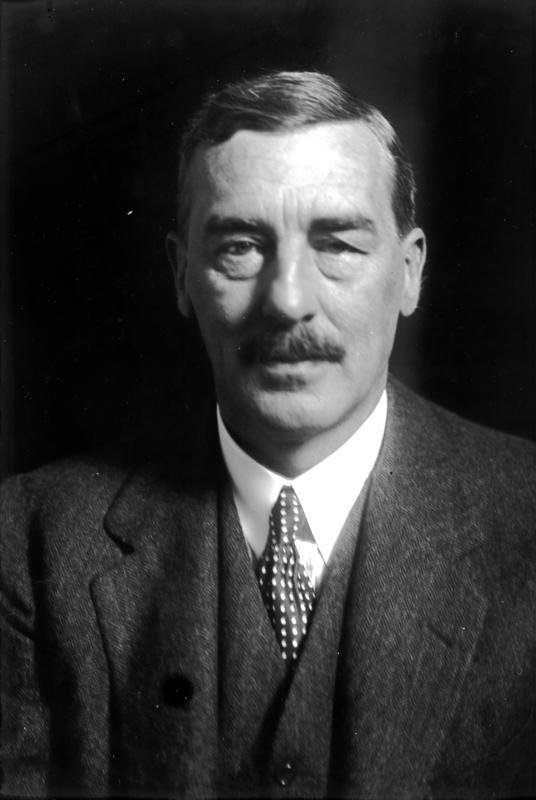
Sir Ronald Charles Lindsay (1928)

Sir Ronald Charles Lindsay, GCB, GCMG, CVO, PC (* 3. Mai 1877; † 21. August 1945) war ein britischer Diplomat, der unter anderem zwischen 1926 und 1928 Botschafter im Deutschen Reich war.

## Leben

### Familiäre Herkunft und Beginn der diplomatischen Laufbahn
Ronald Charles Lindsay war das sechste von sieben Kindern des Abgeordneten des House of Commons James Ludovic Lindsay, der 1880 den Titel als 26. Earl of Crawford erbte und dadurch Mitglied des House of Lords wurde, sowie dessen Ehefrau Emily Florence Bootle-Wilbraham. Seine älteste und einzige Schwester Lady Evelyn Margaret Lindsay war mit dem Politiker James Francis Mason verheiratet, der von 1906 bis 1918 den Wahlkreis Windsor als Mitglied des House of Commons vertrat. Sein ältester Bruder war der Politiker David Alexander Edward Lindsay, der ebenfalls Unterhausabgeordneter und mehrfach Minister war sowie nach dem Tode ihres Vaters 1913 den Titel 27. Earl of Crawford erbte und dadurch ebenfalls Oberhausmitglied wurde. Sein zweitältester Bruder Walter Patrick Lindsay war Bauingenieur und nahm als Hauptmann am Ersten Weltkrieg teil, während sein drittältester Bruder Robert Hamilton Lindsay am Zweiten Burenkrieg teilnahm und zuletzt Major der  Royal Scots Greys (2nd Dragoons) war. Sein viertältester Bruder Edward Reginald Lindsay war katholischer Geistlicher und sein jüngerer Bruder Lionel Lindsay als Hauptmann des King’s Royal Rifle Corps ebenfalls Teilnehmer am Ersten Weltkrieg.
Er selbst trat nach dem Besuch des Winchester College in den diplomatischen Dienst ein und war unter anderem zwischen 1911 und 1913 Legationssekretär und Gesandtschaftsrat an der Gesandtschaft in den Niederlanden sowie im Anschluss von 1913 bis 1919 Untersekretär für Finanzen der britischen Verwaltungsbehörde im Sultanat Ägypten, das am 18. Dezember 1914 zum britischen Protektorat erklärt wurde. Für seine dortigen Verdienste wurde er Commander des Royal Victorian Order (CVO) sowie Großoffizier des Nil-Ordens. Daraufhin wurde Lindsay 1919 Botschaftsrat sowie Kanzler an der Botschaft in den Vereinigten Staaten und blieb dort bis 1920. Anschließend übernahm er zwischen 1920 und 1921 den Posten als Gesandter an der Botschaft in Frankreich sowie zwischen von 1921 bis 1924 als Assistierender Unterstaatssekretär im Außenministerium (Assistant Under-Secretary for Foreign Affairs).

### Botschafter in der Türkei, im Deutschen Reich und in den USA
1924 löste Ronald Lindsay Horace Rumbold als Hochkommissar in der Türkei mit Amtssitz in Konstantinopel ab und war dort nach der Erhebung zur Botschaft zwischen 1925 und seiner Ablösung durch George Russell Clerk 1926 erster Botschafter in der Türkei. Am 1. Januar 1925 wurde er zum Knight Commander des Order of St Michael and St George (KCMG) geschlagen und führte seither den Namenszusatz „Sir“. Am 24. Juli 1925 wurde er darüber hinaus Mitglied des Geheimen Kronrates (Privy Council) sowie am 5. Juni 1926 auch zum Knight Grand Cross des Order of St Michael and St George (GCMG) erhoben. Danach übernahm er 1926 von Edgar Vincent, 1. Viscount D’Abernon den Posten als Botschafter im Deutschen Reich. Dieses Amt hatte er bis 1928 inne, woraufhin nunmehr Horace Rumbold seine dortige Nachfolge übernahm.
Als Nachfolger von William George Tyrrell übernahm er 1928 den Posten als Permanent Under-Secretary for Foreign Affairs und war damit als Ständiger Unterstaatssekretär bis zu seiner Ablösung durch Robert Gilbert Vansittart 1930 höchster Beamter im Außenministerium. Während dieser Zeit wurde er am 3. Juni 1929 auch zum Knight Commander des Order of the Bath (KCB) geschlagen. Zuletzt löste er 1930 Esmé William Howard als Botschafter in den Vereinigten Staaten ab und bekleidete dieses Amt neun Jahre lang bis zu seiner Ablösung durch Philip Kerr, 11. Marquess of Lothian 1939. 1933 verlieh ihm die Harvard University einen Ehrendoktortitel der Rechtswissenschaften. Darüber hinaus wurde er am 8. Juni 1939 auch zum Knight Grand Cross des Order of the Bath erhoben.
Am 18. März 1909 heiratete Ronald Lindsay in erster Ehe Martha Cameron, deren Vater James Donald Cameron US-Kriegsminister sowie republikanischer US-Senator von Pennsylvania war, und war mit ihr bis zu deren Tode am 28. April 1918 verheiratet. Am 14. Juli 1924 heiratete er in zweiter Ehe die Tochter des US-amerikanischen Unternehmers Colgate Hoyt, Elizabeth Sherman Hoyt, die am 3. September 1954 verstarb. Beide Ehen blieben kinderlos.